# Нитрамины

Структура нитраминов.

Нитрами́ны (N-нитроамины) — нитропроизводные аминов, содержащие одну или несколько нитрогрупп -NO2 в качестве заместителей у аминогруппы общей формулы R1R2NNO2 формально - производные амида азотной кислоты O2NNH2.
Различают первичные нитрамины (R1 = H), вторичные нитрамины (R1, R1 = Alk, Ar), динитрамины (R1 = NO2) и N-нитрамиды общей формулы RN(NO2)X , где R = Н, Alk, Ar; X = COOR1, COR1, SO2R1 и т. п.

## Реакционная способность
Первичные нитрамины являются слабыми кислотами, образующими соли с щелочами:
RNH-NO2 + NaOH {\displaystyle \to } R-N=N(O)2− Na+ + H2O
Отрицательный заряд в солях первичных нитраминов за счет резонанса делокализован на атомах азота и кислорода нитрогруппы, поэтому при алкилировании таких солей алкилгалогенидами, диалкилсульфатами и диазоалканами образуются как N-производные - вторичные нитрамины):
R-N=N(O)2− + R1Hal {\displaystyle \to } RR1NO2 + Hal−,
так и O-производные:
R-N=N(O)2− + R1Hal {\displaystyle \to } R-N=N(O)OR1 + Hal−,
соотношение продуктов N- и O-алкилирования зависят от условий реакции и природы реагентов.
При взаимодействии с альдегидами нуклеофильным центром является азот нитраминов - при конденсации первичных алкилнитраминов с формальдегидом образуется метилендинитрамин:
2 RNHNO2 + CH2O {\displaystyle \to } (RNO2N)2CH2
Реакция идет в присутствии концентрированной серной кислоты, выходы умеренные - 39% для R = Me, 43% для R = Et, 48% для R = n-Bu. Конденсация этилендинитрамина CH2NHNO2 с параформальдегидом в таких условиях ведет к N,N'-динитроимидазолидину с выходом 90%.
Первичные нитрамины также реагируют с формальдегидом и алифатическими аминами по типу реакции Манниха, при использовании вторичных аминов образуются монозамещенные аминометилнитрамины:
RNHNO2 + CH2O + R12NH {\displaystyle \to } R12NCH2NRNO2
при использовании первичных аминов - бис-аминометилнитрамины:
2 RNHNO2 + CH2O + R1NH2 {\displaystyle \to } (RNO2NCH2)2NR1
Конденсацию проводят в водной среде, добавляя амин к смеси нитрамина с водным формальдегидом при 50-60C°, по завершении реакции реакционную смесь охлаждают, что ведет к кристаллизации образовавшихся аминометилнитраминов.

## Применение
Многие соединения класса N-нитраминов являются взрывчатыми веществами (ВВ) и имеют широкое применение в военном деле и в промышленности. К этому классу относятся:
- тетрил
- нитрамид
- гексоген
- октоген
- этилен-N,N-динитрамин (ЭДНА)
- нитрогуанидин
- нитромочевина
- N-диэтанол-N-нитраминдинитрат (ДИНА)

Некоторые N-нитрамины (например, октоген) имеют высокую термостабильность и применяются в качестве компонентов ракетных топлив и промышленных взрывчатых веществ для глубинных работ.
Многие нитрамины нашли своё применение как реагенты в химической промышленности. На сегодняшний день они важны для производства многих нитросоединений.
Производство соединений этого класса является массовым во многих странах. Основное сырье для их производства — алифатические и ароматические амины, серная, азотная и уксусная кислоты.
Обладают бо́льшим кислородным балансом и большей работоспособностью, чем нитросоединения. Чувствительность к внешним воздействиям довольно высока, поэтому N-нитрамины часто применяют во флегматизированном виде.